# Тарі (Австралія)
Тарі (англ. Taree) — місто в Австралії, в штаті Новий Південний Уельс на східному узбережжі країни. Засноване в 1831 році Вільямом Вінтером (англ. William Wynter). З часом це місто отримало важливе сільськогосподарське значення, а його населення зросло до 20 тисяч осіб. Тарі знаходиться за 12-15 км від узбережжя Коралового моря і в 280—300 км на північ від Сіднея. До міста можна добратися з Сіднея поїздом (англ. North Coast Railway) або на машині по шосе англ. Pacific Highway.
Тарі входить до складу району місцевого самоврядування Великий Тарі, виборчого округу Майел-Лейкс (англ. Myall Lakes) і федерального виборчого округу Лайн (англ. Lyne).